# Halbblut
Halbblut (italiano: meticcio, mezzosangue) è il primo  film muto tedesco  diretto nel 1919 da  Fritz Lang.
Il film è andato perduto.

## Trama
Edward incontra a Santa Fe la meticcia Juanita, una prostituta proveniente da una fumeria di oppio. Si innamora di lei, la sposa e la porta in Europa.
In un incontro con il suo amico Axel van der Straaten, la conversazione si sposta su Juanita e Axel rimprovera Edward di averla sposata: “Si può certamente avere una meticcia come amante, ma non si deve certo arrivare a sposarla”. Juanita ha sentito la conversazione di nascosto, disprezza il marito che non l'ha difesa e giura vendetta. Provoca Edward in mille modi. Divorato dalla gelosia, morirà in manicomio.
Axel finirà in carcere. Irretito e sedotto dalla donna, frequenta la sala da gioco clandestina gestita da lei e da un altro meticcio, suo nuovo amante. Gioca d'azzardo e perde la sua fortuna. Denunciato dalla stessa Juanita, sarà arrestato. Juanita vuole fuggire con il bottino e il suo amante per il Messico ma il destino non glielo consente: è colpita da una pallottola sparata da un cliente truffato e muore.

## Produzione
Il film è stato prodotto dalla Decla Filmgesellschaft, Holz & Co, Berlino. Produttore: Erich Pommer.

### Riprese
Gli esterni e le scene di interni sono state girate in studio. Fritz Lang racconta a Peter Bogdanovich che lo fece in cinque giorni. Le riprese si svolsero a fine gennaio-inizio febbraio 1919 a Berlino, mentre esplodeva la rivolta spartachista; non durarono più di una settimana.

### Prima
La prima si ebbe il 3 aprile 1919 alla Marmorhaus, un celebre cinema sul Kurfürstendamm, a Berlino.

## Accoglienza
Il film fu favorevolmente accolto, come documentano gli articoli apparsi sulla stampa dell'epoca: fu definito "dramma di costume", la regia di Lang di "gusto fine e di sensibilità rara" (Der Film).

## Critica
Un giudizio da un giornale dell'epoca:
«Il film si distingue particolarmente per l'azione drammatica in crescendo che, con la regia ottima e la realizzazione impeccabile ne fanno un lungometraggio di prima qualità».
Francesco Bono:
«In Halbblut Lang intrecciò nuovamente i luoghi tipici dei romanzi d'appendice...Tema del film non era una critica dell'ideologia razzista o un'analisi di problemi sociali; tra le pieghe del feuilletton affiorano motivi che traverseranno l'intera opera di Lang: la vendetta femminile, la donna quale forza distruttrice».